# Svenska ortnamnsändelser
I en del svenska ortnamn används ändelser. Dessa används för böjning eller för avledning av ett annat ord. I nutida svenska används exempelvis -ar eller -a som böjningselement, som i båt-ar, röd-a, spring-er, eller för bildning av ett avlett ord av ett annat, till exempel påtaglig-het, tag-ning, blå-na.
I ortnamn har -a och -e samt -om och -um använts som pluralisbeteckning. Som avledning har -inge, -unge samt -unda använts.
I sammansatta ortnamn kan efterledet ha en ändelse. Den kan vara en pluraländelse, -a, till exempel i -berga (som Tillberga), -boda (som i Lönsboda), -landa (som i Vetlanda) osv., osv. Ortnamnsefterled kan även ha avledningsändelse, som -inge i -köpinge (exempelvis Löddeköpinge). Även en ändelse kan i sin tur ha en ändelse (suffix). Exempel på detta är -unda (som i Sorunda), där -a är pluraländelse, eller -unga, där också -a är pluraländelse, (som i Nårunga).

## Genitivändelser
På Gotland är det vanligt förekommande att gårdar har genitiv-s, genitiv-e avledningsgenitiv -ings/-ungs som ändelse. Ändelserna visar vem som ägde gården när namnet gavs. Också i Svenskfinland är namn på -s fogat till personnamn mycket vanliga för namn på gårdar sedan 1500-talet. Sådana namn förekommer också i bestämd form: -ans, -as. En del finska ortnamn har försvenskats med ett slut-s, till exempel Koskis för Koski, men i dessa fall är det inte frågan om en genitivändelse.
- -s, -e (genitivändelse). Namnen Gajrvalds och Ajmunde, till exempel, betyder "gården som tillhör Gajrvald" och "gården som tillhör Ajmund". Genitiv-s har blivit mönsterbildande för gotländska och finlandssvenska gårdsnamn, så att terrängbetecknande ortnamn också kan bildas med -s, till exempel Bjärges och Dals.[5][4]
- -ans, -as (bestämd form + genitivändelse). Dessa ortnamn är allmänna speciellt i Nyland och i dem har förledet, ofta namnet på husbonden, slutat i bestämd form (-an) till vilket ett genitiv-s fogats, till exempel Mejlans, Snettans och Toras.
- -ings/-ungs (genitivavledning). Namnen innehåller ändelser som betecknar härkomst eller samhörighet. De förekommer oftast i gårdsnamn och namn på mindre byar, exempelvis Kallings, Bryungs.[6]

## Pluraländelser i obestämd form

### -a
Ändelsen -a är mycket vanlig i svenska ortnamn. I ortnamn motsvarar den pluraländelsen -ar. Denna ändelse förekommer även för ord som i språket i övrigt inte har pluraländelse, till exempel Berga och Tuna. Ändelsen betecknar ofta dativ pluralis. I dess fornsvenska form (om den är känd) är den -u/-o, till exempel Fittja (fornsvenska: Fitiu), eller -um/-om, men exempel finns även på ö, till exempel Birka (fornsvenska: Biærkö) eller obestämd singular såsom -e, till exempel Arboga (fornsvenska: Arbugæ, ”åbåge/åkrök”). Orsaken till att många ortnamn i fornsvensk tid haft plural böjning har debatterats. Teorier är bland annat att en gård hade flera invånare, byggnader eller odlingslotter. Redan vid slutet av medeltiden har former på -a slutat uppfattas som pluraländelse och övergått till att beteckna bebyggelse. Senare har -a använts då namn på gårdar konstruerats. I ortnamn där den medeltida formen inte slutar på -um eller -om kan -a ha annan betydelse, eller har tillagts utan någon särskild betydelse.
Många ortnamn med -a som ändelse förekommer i grupper där varje namn är helt lika de andra namnen. Detta gäller vanliga ortnamn, som Aspa, Backa, Boda, Haga, Kumla, Malma, Nora, Tuna och Valla, samt mindre vanliga, som Ala, Berga, Björka, Floda, Landa, Lunda, Vreta och Vånga. Av dessa namn förekommer Vreta och Vånga enbart i Götaland. De andra finns i Götaland och Svealand och en del finns även i Norrland, som Backa, Boda, Haga, Nora, Tuna och Valla. Inga av dessa namn finns i Västerbottens eller Norrbottens län.
Exempel
- Ala: Ala (Halland), Ala (Gotland), Ala (Hälsingland)
- Arboga: Arboga (Västmanland)
- Aspa: Aspa (Närke), Aspa (Södermanland)
- Backa: Backa (Dalarna), Backa (Gästrikland), Backa (Halland)
- Berga: flera, se förgreningssida – Berga
  - Norrberga: Norrberga (Västmanland), Norrberga, Sturefors (Östergötland)
  - Solberga: flera, se förgreningssida – Solberga
  - Sydberga: Sydberga gränd, Mjölby
  - Söderberga: Söderberga (Uppland)
  - Sörberga: Sörberga (Västmanland)
  - Västberga: Västberga (Södermanland)
  - Östberga: Östberga (Södermanland)
- Birka: Birka (Mälaren)
- Björka: Björka (Skåne)
- Boda: Boda glasbruk (Småland), Boda, Rättviks kommun (Dalarna), och Boda, Ljusdals kommun (Hälsingland)
- Fittja: Fittja (Uppland, fornsvenska: Fitiu)
- Floda: Floda, Lerums kommun (Västergötland), Floda socken, Södermanland och Floda socken, Dalarna
- Haga: Haga, Jönköping (Småland), Haga, Karlstad (Värmland), Haga, Umeå (Västerbotten)
- Kumla: Kumla socken, Östergötland, Kumla kommun (Närke) och Kumla socken, Västmanland
- Landa: Landa socken, Halland, Landa socken, Västergötland, Landa, Gävle kommun (Gästrikland) och Landa, Bollnäs kommun (Hälsingland)
- Lunda: Lunda socken, Södermanland och Lunda socken, Uppland
- Malma: Malma socken, Västergötland, Malma socken, Västmanland och Malma, Bondkyrka (Uppland)
- Nora: Nora kommun (Västmanland), Nora socken, Uppland och Nora socken, Ångermanland
- Tuna: Tuna socken, Småland, Tuna socken, Uppland och Tuna socken, Medelpad
- Valla: Valla socken (Bohuslän), Valla, Täby kommun (Uppland) och Valla, Bräcke kommun (Jämtland)
- Vreta: Vreta kloster (Östergötland), Vreta, Södertälje kommun (Södermanland) och Vreta, Norrtälje kommun (Uppland)
- Vånga: Vånga, Kristianstads kommun (Skåne), Vånga, Vara kommun (Västergötland) och Vånga, Norrköpings kommun (Östergötland)

### -e
Ändelsen -e förekommer relativt ofta i en del svenska landskap. Sin största förekomst har den på Gotland, men även i Bohuslän, Värmland och Medelpad är den rätt vanlig. En hel del -e är bara tillagda utan någon speciell betydelse, till exempel i Slite, som kommer av ett äldre Slijt (1398).
Ändelsen kan, när den betecknar dativ, (vilket framgår av dess forntida form, om den är känd), komma av dativ pluralis (den fornsvenska ändelsen -um), men kan även komma av dativ singularis (den fornsvenska ändelsen -u eller -y). Exempel på olika forntida ändelser är Sunne i Jämtland, som kommer av pluralis (j) Sundum 1343, medan Sunne i Värmland kommer av singularis (in) Sundy 1363. Ibland finns ändelsen -um eller -om kvar oförändrad som beteckning för dativ pluralis, se -om och -um.
Exempel
- Kymlinge – kumlen, gravplatsen: Kymlinge (Uppland)
- Slite: Slite (Gotland)
- Sunne: Sunne (Jämtland), Sunne (Värmland)
- Sörberge: Sörberge (Medelpad)

### -om

-om

Ändelsen -om, liksom -um nedan, betecknar dativ pluralis i äldre svenska.
Exempel på ord med denna ändelse som är eller bär spår av gamla dativformer är adverb som lagom, stundom och fordom; pronomen som honom; samt prepositioner som bakom, bortom, genom, inom och utom. Exempel på uttryck i singularis är i andanom, uti ändanom och i sinom tid, och uttryck i pluralis vara allom bekant, androm till skräck och varnagel och tusen sinom tusen.
Inte alla -om i ortnamn är en ändelse. Bland annat förekommer det, speciellt i Västergötland, att -om kommer av efterledet -hem, till exempel Hajom.
Exempel
- Bodom– vid bodarna: Bodom (Nyland, Finland)[10]
- Gryttjom: Gryttjom (Uppland)
- Högom – högarna: Högom (Medelpad)
- Krokom – krökarna: Krokom (Jämtland, dativändelsen ännu delvis levande i dialekten)
- Kälom – kälabygden, isolerat läge: Kälom (Jämtland, dativändelsen ännu delvis levande i dialekten)
- Pörtom: Pörtom (Österbotten, Finland)

### -um
Ändelsen -um, liksom -om ovan, betecknar dativ pluralis i äldre svenska.
Exempel
- Husum: Husum (Ångermanland)[11]

Ibland är det svårt, även för erfarna ortnamnsforskare, att avgöra om -um i slutet av ett ortnamn kommer av efterledet -hem, eller om det är en pluraländelse i dativ; exempelvis Näsum i Skåne.

## Pluraländelser i bestämd form
I Dalsland och Värmland förekommer ändelserna -ane och -ene som bestämd form pluralis.
- -ane är en relativt vanlig pluraländelse (dativ, bestämd form) i södra och sydvästra Värmland, exempelvis Edane och Hovdane.[13] De förekommer även i Dalsland: Bodane, Forsane och Ryrane.[14]
- -ene är en relativt vanlig pluraländelse (dativ, bestämd form) i södra och sydvästra Värmland, exempelvis Takene och Vikene.[13] Men denna ändelse kan förväxlas med det -ene som kommer av -hem, i Värmland bland annat Häggene och Lökene.[15]

## Avledningsändelser

### -inge

-inge

Betydelse: Ortnamnen på -inge kommer av inbyggarbeteckningen -ingar. Namnet kan ha betecknat inbyggarnas boplats, eller haft en kollektiv betydelse. Ett exempel: Mysinge i Uppland har i förleden det fornnordiska muse, som betyder mosse. De som bodde vid mossen kom att kallas *musingar, vilket efter omljud blev *mysingar, som ledde fram till dagens ortnamn. Namntypen tillkom under äldre järnåldern och folkvandringstiden, men en del av dem kan fortfarande ha bildats under vikingatiden.
Exempel
- Björklinge: Björklinge (Uppland)
- Getinge: Getinge (Halland), Getinge (Skåne)
- Huddinge: Huddinge (Södermanland)
- Kallinge: Kallinge (Blekinge)
- Kävlinge: Kävlinge (Skåne)
- Kvidinge: Kvidinge (Skåne)
- Vellinge: Vellinge (Skåne)
- Våringe: Våringe (fiktiv Stockholmsförort i romanen "I dina händer")
- Välinge: Välinge (Skåne)
- Vällinge: Vällinge (Södermanland)

### -unda
Många ändelser på -unda innehåller -und, som är en avledning till ett substantiv eller till ett verb.
Exempel
- Gesunda: Gesunda (Dalarna)
- Ragunda: Ragunda (Jämtland)
- Sorunda: Sorunda (Södermanland)

### -unga
- -unga är en ganska vanlig ändelse i Västergötland. Dessa ändelser bildar tillsammans med sitt prefix plurala beteckningar på befolkningen i ett visst område. Exempel är Fyrunga, Nårunga och Ornunga.[19][20]

### -unge
Uppländsk variant av -inge, se ovan.
Exempel
- Almunge: Almunge (Uppland)
- Ununge: Ununge (Uppland)